# يونا بوجال
يونا بوجال Yona Bogaleأول مهاجر يهودي اثيوبى إلى فلسطين المحتلة عام 1920م ويعد مؤسس مجتمع يهود الفلاشا في الأراضي المحتلة؛ ويعتبر هو الأب الروحي لليهود الإثيوبيين في الأراضي المحتلة وهو صاحب أول قاموس ترجمة من العبرية للامهرية لكونه يجيد الامهرية والعبرية بالإضافة للألمانية والإنجليزية.